# 大頭骨鯿
大頭骨鯿（学名：Osteobrama cotio peninsularis）为輻鰭魚綱鯉形目鲤科的其中一種，分布於亞洲印度馬哈拉斯查邦，體長可達15公分，棲息在中底層水域，可做為食用魚。